# أوتو الثاني (إمبراطور روماني مقدس)

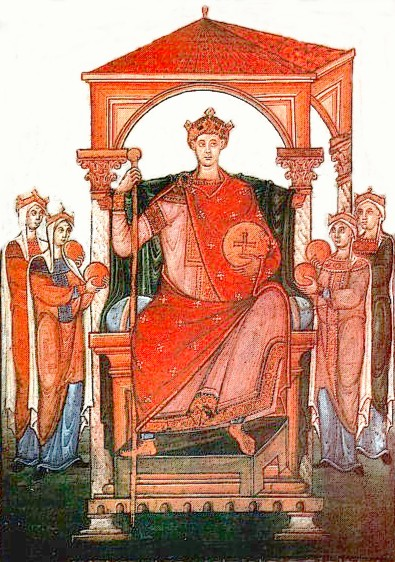
أوتو الثاني.

أوتو الثاني (955-7 ديسمبر 983)، المعروف باسم الأحمر، كان إمبراطورًا رومانيًا مقدسًا منذ عام 973 حتى وفاته في عام 983. كان أوتو الثاني، العضو في سلالة أوتونية، الابن الأصغر والوحيد الباقي لأوتو الأول وأديلايد من إيطاليا.
أصبح أوتو الثاني حاكمًا مشتركًا لألمانيا في سن مبكرة في عام 961، وعينه والده شريكًا للإمبراطور في عام 967 لتأمين خلافة العرش. رتب والده أيضًا زواجه من الأميرة البيزنطية ثيوفانو، التي ستكون زوجته حتى وفاته. أصبح أوتو الثاني البالغ من العمر ثمانية عشر عامًا الحاكم المطلق للإمبراطورية الرومانية المقدسة في خلافة سلمية، وذلك عندما توفي والده بعد 37 عامًا من الحكم. تابع أوتو الثاني فترة حكمه نسياسة والده المتمثلة في تعزيز الحكم الإمبراطوري في ألمانيا، وتوسيع حدود الإمبراطورية في عمق جنوب إيطاليا. واصل أوتو الثاني أيضًا عمل أوتو الأول في إخضاع الكنيسة الكاثوليكية للسيطرة الإمبراطورية.
هزم أوتو الثاني في بداية حكمه تمردًا كبيرًا ضد حكمه قاده هاينريش الثاني دوق بافاريا عضو من سلالة أوتونية بحيث ادعى العرش لنفسه، سمح له انتصاره باستبعاد الفرع البافاري من خط الخلافة الإمبراطورية. عزز هذا سلطته كإمبراطور، وضمن خلافة ابنه على العرش الإمبراطوري.
ركز أوتو الثاني اهتمامه منذ عام 980 وما بعد على ضم إيطاليا بأكملها إلى الإمبراطورية مع استقرار الشؤون الداخلية. دفعته فتوحاته إلى الدخول في صراع مع الإمبراطورية البيزنطية ومع مسلمي الدولة الفاطمية، الذين سيطروا على مناطق في جنوب إيطاليا. انتهت حملات أوتو الثاني في جنوب إيطاليا في عام 982 بعد هزيمة كارثية من قبل المسلمين؛ وذلك بعد النجاحات الأولية في توحيد الإمارات الجنوبية اللومباردية تحت سلطته، وفي غزو الأراضي التي يسيطر عليها البيزنطيين. اندلعت انتفاضة كبرى نفذها السلاف في عام 983، وذلك في الوقت الذي كان يستعد فيه أوتو الثاني للهجوم المضاد للقوات المسلمة، فأجبر ذلك الإمبراطورية على التخلي عن مناطقها الإقليمية الرئيسية شرق نهر إلبه.
توفي أوتو الثاني فجأة في عام 983 عن عمر يناهز 28 عامًا بعد عشر سنوات من الحكم. خلفه ابنه أوتو الثالث البالغ من العمر ثلاث سنوات كإمبراطور، والذي أغرق الإمبراطورية في أزمة سياسية.

## أزمة إمبراطورية

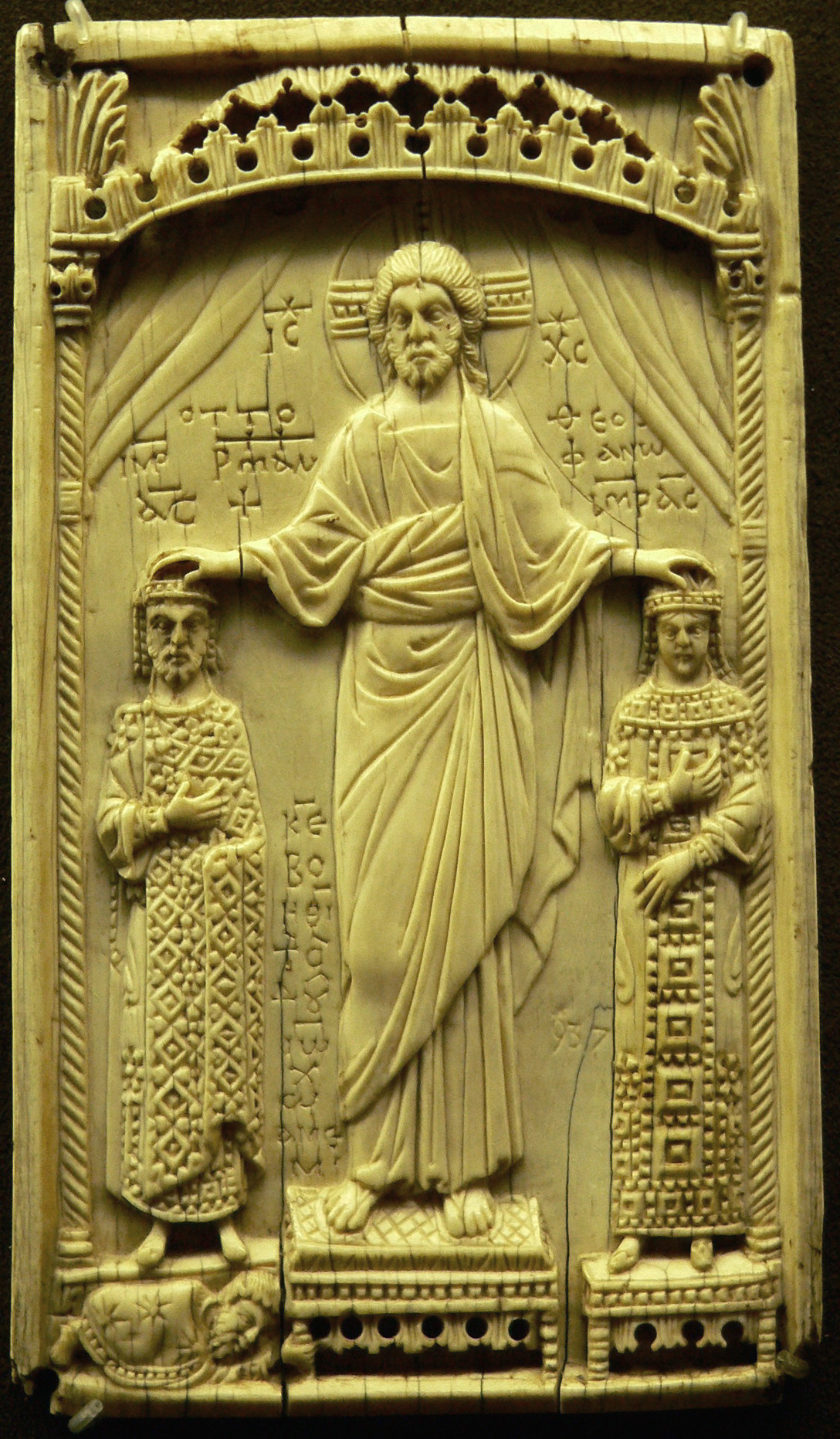
تتويج الإمبراطور أوتو الثاني

### أزمات الخلافة
أجبرت الهزيمة في ستيلو أوتو الثاني على الفرار شمالًا إلى روما. أقام برلمانًا إمبراطوريًا في فيرونا يوم الخمسين (عيد العنصرة) في عام 983. أرسل ابن أخيه أوتو الأول، دوق شوابيا وبافاريا، إلى ألمانيا حاملًا أخبار الهزيمة ودعوة للنبلاء الألمان إلى التجمع في مجلس، ولكن مبعوثه توفي في طريقه في 1 نوفمبر عام 982، في مدينة لكة الإيطالية. عبرت أخبار المعركة جبال إلبه على الرغم من ذلك، ووصلت إلى وسكس في إنجلترا موضحة حجم الهزيمة. كان دوق ساكسونيا برنارد الأول متجهًا نحو الجنوب لحضور المجلس عندما أجبرته غارات الفايكنغ الدنماركية على العودة لمواجهة التهديد.
عين أوتو الثاني كونراد (أحد أقارب أوتو الثاني) وهاينريش الثالث في المجلس كدوقات لشوابيا الجديدة وبافاريا على التوالي، لاحقاً أوتو الثاني نفى هاينريش الثالث بعد هزيمته كجزء من ثورة استمرت عامين ضد حكمه. كلفت الهزيمة في ستيلو الإمبراطورية العديد من النبلاء، فأجبر ذلك أوتو الثاني على إنهاء نفي هاينريش من أجل استقرار الشؤون الداخلية في ألمانيا أثناء حملته ضد المسلمين والبيزنطيين في جنوب إيطاليا. سمح أيضًا بتعيين كونراد الأول لعائلة الكونراديين بالعودة إلى السلطة في شوابيا لأول مرة منذ عام 948. اتفق أوتو الثاني والنبلاء المجتمعون على إستراتيجية الحصار البحري والحرب الاقتصادية حتى وصول التعزيزات من ألمانيا. استعد أوتو الثاني لحملة جديدة ضد المسلمين، وحصل على تسوية مع جمهورية البندقية، التي احتاج إلى مساعدتها بعد تدمير جيشه في ستيلو. منعت وفاة أوتو الثاني في العام التالي، والحرب الأهلية الناتجة عن ذلك، الإمبراطورية من الاستجابة بشكل مناسب للهزيمة.
كان أهم إجراء اتخذه أوتو الثاني في المجلس هو تأمين «انتخاب» ابنه أوتو الثالث، الذي كان يبلغ من العمر ثلاث سنوات فقط، كملك لألمانيا ووريث ظاهر للعرش الإمبراطوري. أصبح أوتو الثالث بذلك الملك الألماني الوحيد المنتخب جنوب جبال إلبه. فقد التاريخ السبب الدقيق لهذا الإجراء غير العادي، فكان من المحتمل أن الظروف في جنوب إيطاليا بعد الهزيمة تطلبت من أوتو الثاني التصرف بسرعة في تعيين وريث إمبراطوري لضمان مستقبل الإمبراطورية؛ ولكن من المحتمل أيضًا أن إجراء الانتخابات في إيطاليا كان اختيارًا متعمدًا من جانب أوتو الثاني لإثبات أن إيطاليا كانت جزءًا مساويًا لألمانيا من الإمبراطورية. ضمن أوتو انتخابه، فسافر أوتو الثالث ووالدته، الإمبراطورة ثيوفانو، شمالًا عبر جبال إلبه متجهين إلى آخن، موقع التتويج التقليدي للأوتونيين، وذلك من أجل تتويج أوتو الثالث ملكًا بشكل رسمي. بقي أوتو الثاني في إيطاليا لمواصلة قيادة حملاته العسكرية.

### انتفاضة السلاف الكبرى
امتدت السلطة الإمبراطورية في الأراضي السلافية إلى أقصى الشرق مثل نهر لوساتيان نايسه وإلى أقصى الجنوب حتى جبال الخام في حوالي عام 982. ثار اتحاد لوتيتشي التابع للسلاف البولابيين ضد أسيادهم الألمان بعد هزيمة أوتو الثاني في ستيلو في عام 983، فأثار ذلك انتفاضة السلاف الكبرى. دمر السلاف البولابيون أسقفيات هافيلبيرغ وبراندنبورغ. قال الأسقف والمؤرخ الألماني ثيتمار من ميرسيبورغ إن إضفاء الطابع الألماني والمسيحي على السلاف المرتبطين بهاتين الكنيستين منذ عقود هو السبب في تدميرهما. ألقى ثيتمار باللوم في الانتفاضة على إساءة معاملة الألمان للسلاف، فقال: «أصبح المحاربون، الذين اعتادوا أن يكونوا خدامنا، أحرارًا الآن بسبب مظالمنا». بدأ اللوتيتشيون ثورة، في أراضي الأوبتريت الواقعة على طول نهر إلبه، تهدف إلى إلغاء الحكم الإقطاعي والمسيحية، وذلك بالاعتماد على دعم شعب الأوبتريت الكبير وزعيمهم مستيفوج. نجحت ثورة الأوبتريت جزئيًا، فأنهت الأسرة الأميرية عمل المؤسسات المسيحية، وذلك على الرغم من بقاء جزء منها على المسيحية.
انضم جنود من المرغريفية الشمالية، ومرغريفية مايسن، ومرغريفية لوساتيا، ومن أسقف هالبرشتات ورئيس أساقفة ماغديبورغ، إلى القوات لهزيمة السلاف بالقرب من شتندال. أُجبرت الإمبراطورية على الانسحاب إلى الضفاف الغربية لنهر إلبه. أُبطِلت الإنجازات التي حققتها سياسة التنصير للإمبراطورية تجاه السلاف، وفقدت السيطرة السياسية على مرغريفية بيلونج والمرغريفية الشمالية (الأراضي الواقعة شرق نهر إلبه). أُبطِل عمل أوتو الأول في تحويل السلاف إلى المسيحية في العقد الذي تلا وفاته. بقيت الأراضي السلافية شرق نهر إلبه وثنية لأكثر من قرن قبل استئناف العمل التبشيري الإضافي؛ ولم يُعاد تأسيس كنيستي هافلبرغ وبراندنبورغ حتى القرن الثاني عشر.
استفاد الدنماركيون من الثورة السلافية، وغزوا مرغريفية شلسفيغ على طول الحدود الشمالية للإمبراطورية؛ بينما غزا السلاف الصوربيون مرغريفية زيتز التابعة للسكسونيين واحتلوها.

## الشخصية
كان أوتو رجلًا قصير القامة، وكان شجاعًا ومندفعًا بطبيعته، وتلقى التدريب على يد فارس بارع. كان كريمًا للكنيسة وساعد في انتشار المسيحية بعدة طرق. ذكر أحد مؤرخي ذلك الوقت أنه أُعطي لقب «الأحمر» عندما دعا أكثر العائلات الرومانية إزعاجًا إلى مأدبة في عام 981، وبدأ في ذبحهم على العشاء. قال المؤرخون الأكثر تعاطفًا أن هذا كان بسبب لون بشرته المحمر. يُعتقد بأنه ورث هذه النبالة عن عمه غير الشقيق كونراد الأحمر، الذي توفي في العام الذي ولد فيه، والذي يُعتقد أيضًا أنه ورث عنه بعض الممتلكات.

## روابط خارجية
- أوتو الثاني على موقع الموسوعة البريطانية (الإنجليزية)
- أوتو الثاني على موقع إن إن دي بي (الإنجليزية)